# Guglielmo II di Jülich
Guglielmo di Hengenbach in francese: Guillaume VI de Juliers (1333 – 13 dicembre 1393) fu Duca di Jülich, dal 1361 alla sua morte, e, per diritto di matrimonio, Duca di Gheldria (in contrapposizione a Giovanni II di Blois-Châtillon Conte di Blois di Dunois e di Soissons e Signore d'Avesnes), dal 1371 al 1380.

## Origine
Guglielmo, secondo il documento n° 306 del Urkundenbuch für die Geschichte des Niederrheins, Volume 3, era il figlio secondogenito del primo duca di Jülich, Guglielmo I e della moglie, Giovanna di Hainaut, figlia del Conte di Hainaut e conte d'Olanda e di Zelanda, Guglielmo e di Giovanna di Valois, la figlia terzogenita di Carlo di Valois e di Margherita d'Angiò, e come ci ricorda la Chronologia Johannes de Beke, era sorella del futuro re di Francia (1328) Filippo VI.

Guglielmo I di Jülich, secondo la Allgemeine Deutsche Biographie era il figlio maschio primogenito del conte di Jülich, Gerardo VI e della moglie, Elisabetta di Brabante, figlia del signore di Vierzon e d'Aarschot, Goffredo del Brabante e della moglie, Giovanna, signora di Vierzon e di Maizières, come ci conferma la Histoire généalogique des ducs de Bourgogne de la maison de France.

## Biografia
Secondo il documento n° 306 del Urkundenbuch für die Geschichte des Niederrheins, Volume 3, datato 1336, all'età di tre anni, Guglielmo fu fidanzato con Margherita di Ravensberg, di circa 10 anni più vecchia di Guglielmo, che poi sposò il fratello maggiore di Guglielmo, Gerardo.
A Metz il 21 dicembre 1356, suo padre, Guglielmo, fu elevato dall'imperatore, Carlo IV di Lussemburgo, a duca di Jülich e conte di Valkenburg; infatti nel documento n° 570 del Urkundenbuch für die Geschichte des Niederrheins, Volume 3, del marzo 1357, Guglielmo si cita come duca di Jülich e conte di Valkenburg (Wilhelm van goitz genaden hertzoge van Gulge, greue van Valkenborch).
Nel 1360, suo fratello Gerardo morì, per cui Guglielmo divenne erede del ducato.
Nel 1361, alla morte del padre Guglielmo divenne Duca di Jülich.
Nel 1362, Guglielmo sposò Maria di Gheldria, la sorellastra del duca di Gheldria, Edoardo, anche per l'interessamento di quest'ultimo.
Suo cognato Edoardo morì il 24 agosto 1371, combattendo al suo fianco contro Venceslao I di Lussemburgo, che aveva attaccato il ducato di Jülich, ma fu sonoramente sconfitto a Baesweiler, dove perse parte del suo esercito e parecchi nobili persero la vita e Venceslao stesso fu fatto prigioniero. Allora, l'altro cognato, Rinaldo III, che era stato imprigionato da Edoardo, fu liberato e fu riconosciuto nuovamente duca di Gheldria.
Rinaldo III resse il ducato per poco più di tre mesi, morì il 4 dicembre di quello stesso anno. Siccome, né Rinaldo, né Edoardo avevano lasciato eredi, il ducato andò alle sorellastre; siccome la primogenite, Margherita, era morta a Rinaldo succedette la cognata secondogenita, Matilde, che fu contestata dalla sorella, sua moglie, Maria; contestazione che portò alla Prima guerra di successione gheldriana; infatti Guglielmo e Maria pretendevano il ducato a nome del loro figlio primogenito, Guglielmo, che aveva l'appoggio di una parte della popolazione; le due fazioni, degli Hekers, che sosteneva Matilde, e dei Bronchoerit, che sosteneva Maria si scontrarono in armi e la guerra durò circa otto anni, e la duchessa Maria con l'appoggio del Re di Boemia ed Imperatore del Sacro Romano Impero Carlo IV, ebbe la meglio, e, nel 1379, dopo un'ultima sconfitta, Giovanni e Matilde rinunciano definitivamente al ducato di Gheldria.

Sua moglie, Maria, divenuta duchessa di Gheldria, nel 1380, cedette il ducato al figlio, Guglielmo, che era già stato riconosciuto duca dall'Imperatori del Sacro Romano Impero, Carlo IV di Lussemburgo.
Guglielmo morì nel 1393, e suo figlio, già Guglielmo I di Gheldria, succedette al padre, nel Ducato di Jülich, come Guglielmo III.

## Matrimonio e discendenza
Secondo il Kronijk van Arent toe Bocop, Guglielmo aveva sposato Maria di Gheldria che, secondo il Kronijk van Arent toe Bocop era figlia del duca di Gheldria e Conte di Zutphen, Rinaldo II il Nero e della prima moglie, Sophia Berthout, signora di Malines, figlia del signore di Malines, Fiorenzo Berthout e di Matilde di Marck, e nipote del vescovo di Utrecht (1296-1301), Guglielmo Berthout.
Guglielmo da Maria ebbe tre figli:
- Guglielmo (1364 † 1402), duca di Gheldria[18];
- Rinaldo († 1423), duca di Gheldria[19];
- Giovanna († 1428), nonna materna di Arnoldo di Egmond, duca di Gheldria[20].

## Ascendenza
|                               |                              |                                          | Genitori                                 |  |  | Nonni |  |  | Bisnonni                      |  |  | Trisnonni                      |  |
|                               |                              |                                          |                                          |  |  |       |  |  | Guglielmo IV, conte di Jülich |  |  | Guglielmo III, conte di Jülich |  |
|                               |                              |                                          |                                          |  |  |       |  |  | Guglielmo IV, conte di Jülich |  |  | Guglielmo III, conte di Jülich |  |
|                               |                              | Matilde di Limburgo                      |                                          |  |  |       |  |  | Guglielmo IV, conte di Jülich |  |  |                                |  |
| Gerardo VI, conte di Jülich   |                              |                                          |                                          |  |  |       |  |  | Guglielmo IV, conte di Jülich |  |  |                                |  |
|                               |                              | Riccarda di Gheldria                     | Gerardo III, conte di Gheldria           |  |  |       |  |  |                               |  |  |                                |  |
|                               |                              | Riccarda di Gheldria                     | Gerardo III, conte di Gheldria           |  |  |       |  |  |                               |  |  |                                |  |
|                               |                              | Riccarda di Gheldria                     | Margherita di Brabante                   |  |  |       |  |  |                               |  |  |                                |  |
| Guglielmo I, duca di Jülich   |                              | Riccarda di Gheldria                     |                                          |  |  |       |  |  |                               |  |  |                                |  |
|                               |                              | Goffredo di Brabante, signore d'Aerschot | Enrico III, duca di Brabante             |  |  |       |  |  |                               |  |  |                                |  |
|                               |                              | Goffredo di Brabante, signore d'Aerschot | Enrico III, duca di Brabante             |  |  |       |  |  |                               |  |  |                                |  |
|                               |                              | Goffredo di Brabante, signore d'Aerschot | Alice di Borgogna                        |  |  |       |  |  |                               |  |  |                                |  |
| Elisabetta di Brabante        |                              | Goffredo di Brabante, signore d'Aerschot |                                          |  |  |       |  |  |                               |  |  |                                |  |
|                               |                              | Giovanna, signora di Vierzon e Maizières | Erveo IV, signore di Vierzon             |  |  |       |  |  |                               |  |  |                                |  |
|                               |                              | Giovanna, signora di Vierzon e Maizières | Erveo IV, signore di Vierzon             |  |  |       |  |  |                               |  |  |                                |  |
|                               |                              | Giovanna, signora di Vierzon e Maizières | Giovanna di Brenne, signora di Maizières |  |  |       |  |  |                               |  |  |                                |  |
| Guglielmo II, duca di Jülich  |                              | Giovanna, signora di Vierzon e Maizières |                                          |  |  |       |  |  |                               |  |  |                                |  |
|                               | Giovanni I, conte di Hainaut | Giovanni, conte di Hainaut               |                                          |  |  |       |  |  |                               |  |  |                                |  |
|                               | Giovanni I, conte di Hainaut | Giovanni, conte di Hainaut               |                                          |  |  |       |  |  |                               |  |  |                                |  |
|                               | Giovanni I, conte di Hainaut | Adelaide d'Olanda                        |                                          |  |  |       |  |  |                               |  |  |                                |  |
| Guglielmo I, conte di Hainaut | Giovanni I, conte di Hainaut |                                          |                                          |  |  |       |  |  |                               |  |  |                                |  |
|                               |                              | Filippa di Lussemburgo                   | Enrico V, conte di Lussemburgo           |  |  |       |  |  |                               |  |  |                                |  |
|                               |                              | Filippa di Lussemburgo                   | Enrico V, conte di Lussemburgo           |  |  |       |  |  |                               |  |  |                                |  |
|                               |                              | Filippa di Lussemburgo                   | Margherita di Bar                        |  |  |       |  |  |                               |  |  |                                |  |
| Giovanna di Hainaut           |                              | Filippa di Lussemburgo                   |                                          |  |  |       |  |  |                               |  |  |                                |  |
|                               |                              | Carlo, conte di Valois                   | Filippo III, re di Francia               |  |  |       |  |  |                               |  |  |                                |  |
|                               |                              | Carlo, conte di Valois                   | Filippo III, re di Francia               |  |  |       |  |  |                               |  |  |                                |  |
|                               |                              | Carlo, conte di Valois                   | Isabella d'Aragona                       |  |  |       |  |  |                               |  |  |                                |  |
| Giovanna di Valois            |                              | Carlo, conte di Valois                   |                                          |  |  |       |  |  |                               |  |  |                                |  |
|                               |                              | Margherita, contessa d'Angiò             | Carlo II, re di Napoli                   |  |  |       |  |  |                               |  |  |                                |  |
|                               |                              | Margherita, contessa d'Angiò             | Carlo II, re di Napoli                   |  |  |       |  |  |                               |  |  |                                |  |
|                               |                              | Margherita, contessa d'Angiò             | Maria d'Ungheria                         |  |  |       |  |  |                               |  |  |                                |  |
|                               |                              | Margherita, contessa d'Angiò             |                                          |  |  |       |  |  |                               |  |  |                                |  |

### Fonti primarie
- (NL)  Urkundenbuch für die Geschichte des Niederrheins, Volume 4.
- (LA)  Diplomatum Belgicorum nova collectio, Volume 4.
- (LA)  Chronologia Johannes de Bek.
- (LA)  Recueil des historiens des Gaules et de la France. Tome 20.
- (LA)  %2BZ169785307 Rerum Belgicarum Annales Chronici Et Historici.
- (NL)  Kronijk van Arent toe Bocop.
- (LA)  Niederrheins Urkundenbuch, Band II.
- (LA)  (FR)  Niederrheins Urkundenbuch, Band III.
- (LA)  Gedenkwaardigheden uit de geschiedenis van Gelderland.

### Letteratura storiografica
- (DE)  Gerhard (VI.), Graf von Jülich, da Allgemeine Deutsche Biographie
- (DE)  Guglielmo I duca di Jülic, da Allgemeine Deutsche Biographie
- (FR)  Trophees tant sacres que profanes de la duché de Brabant ..., Volume 1.
- (FR)  Chronique normande de Pierre Cochon.
- (FR)  Histoire de la maison de Chastillon-sur-Marne.